# Língua
A língua é um órgão muscular na boca de um tetrápode típico. Ela manipula alimentos para mastigação e deglutição como parte do processo digestivo e é o principal órgão do paladar. A superfície superior da língua (dorso) é coberta por papilas gustativas alojadas em numerosas papilas linguais. Ela é sensível e mantida úmida pela saliva, sendo ricamente suprida por nervos e vasos sanguíneos. A língua também serve como um meio natural de limpeza dos dentes. Uma função importante da língua é permitir a fala em humanos e a vocalização em outros animais.
A língua humana é dividida em duas partes: uma parte oral na frente e uma parte faríngea atrás. Os lados esquerdo e direito também são separados ao longo da maior parte de seu comprimento por uma seção vertical de tecido fibroso (o septo lingual), que resulta em um sulco, o sulco mediano, na superfície da língua.
Existem dois grupos de músculos linguais. Os quatro músculos intrínsecos alteram a forma da língua e não estão ligados a ossos. Os quatro músculos extrínsecos pareados alteram a posição da língua e estão ancorados a ossos.

## Etimologia
A palavra língua deriva do Inglês antigo tunge, que vem do Proto-germânico *tungōn. Ela tem cognatos em outras linguagens germânicas—por exemplo, tonge em frísio ocidental, tong em holandês e africâner, Zunge em alemão, tunge em dinamarquês e norueguês, e tunga em islandês, feroês e sueco. O final ue da palavra parece ser uma tentativa do século XIV de mostrar a "pronúncia correta", mas é "nem etimológica nem fonética". Alguns usaram a grafia tunge e tonge até o século XVI.

## Em humanos

### Estrutura

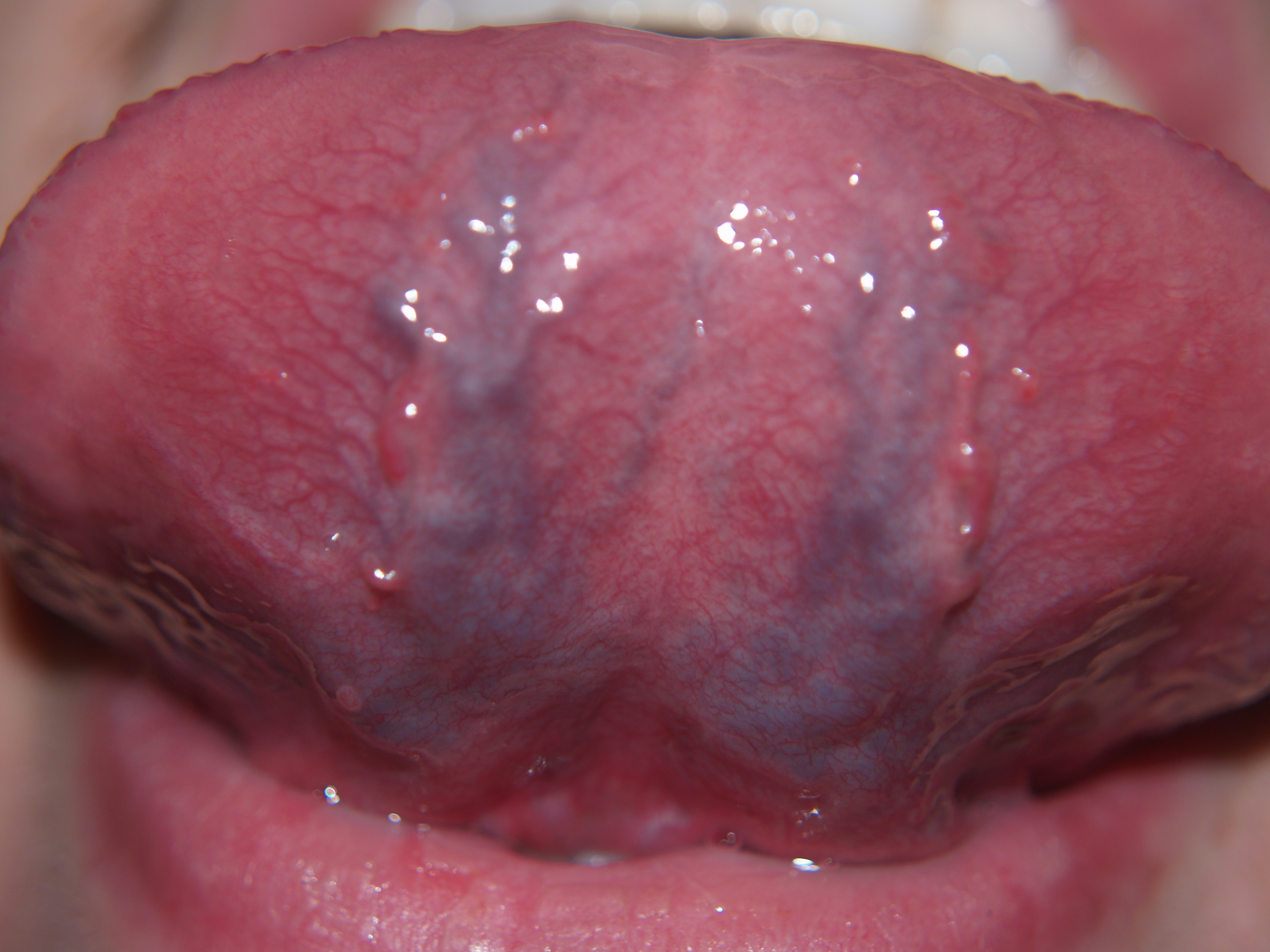
A parte inferior de uma língua humana, mostrando sua rica vascularização.

A língua é um hidrostato muscular que forma parte do assoalho da cavidade oral. Os lados esquerdo e direito da língua são separados por uma seção vertical de tecido fibroso conhecido como septo lingual. Essa divisão ocorre ao longo do comprimento da língua, exceto na parte mais posterior da parte faríngea, e é visível como um sulco chamado sulco mediano. A língua humana é dividida em partes anterior e posterior pelo sulco terminal, que é um sulco em forma de "V". O ápice do sulco terminal é marcado por um forame cego, o forame cego, que é um remanescente do divertículo tireoglosso médio no início do desenvolvimento embrionário. A parte oral anterior é a parte visível situada na frente e compõe aproximadamente dois terços do comprimento da língua. A parte faríngea posterior é a parte mais próxima da garganta, cerca de um terço de seu comprimento. Essas partes diferem em termos de seu desenvolvimento embrionário e suprimento nervoso.
A língua anterior é, em seu ápice, fina e estreita. Ela é direcionada para frente contra as superfícies linguais dos incisivos inferiores. A parte posterior é, em sua raiz, direcionada para trás e conectada ao osso hioide pelos músculos hioglosso e genioglosso e pela membrana hioglossal, com a epiglote por três pregas glossoepiglóticas de membrana mucosa, com o palato mole pelos arcos glossopalatinos e com a faringe pelo músculo constritor faríngeo superior e pela membrana mucosa. Ela também forma a parede anterior da orofaringe.
O comprimento médio da língua humana, da orofaringe à ponta, é de 10 cm. O peso médio da língua humana em homens adultos é de 99 g e em mulheres adultas, 79 g.
Em fonética e fonologia, é feita uma distinção entre a ponta da língua e a lâmina (a porção logo atrás da ponta). Sons produzidos com a ponta da língua são chamados de apicais, enquanto os produzidos com a lâmina da língua são chamados de laminais.

#### Superfície superior

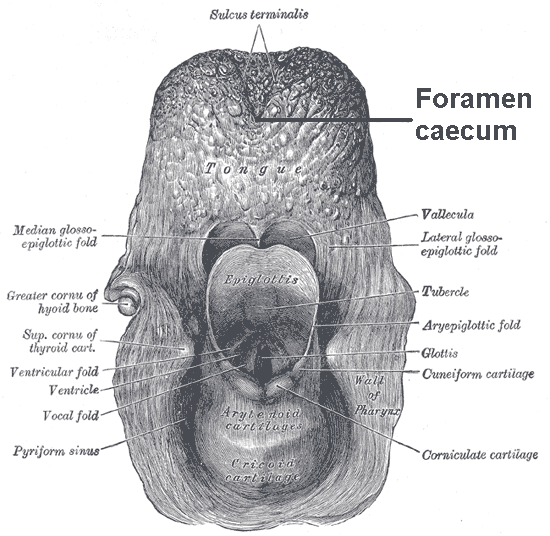
Forame cego e sulco terminal rotulados acima

Características da superfície da língua

A superfície superior da língua, chamada de dorso, é dividida por um sulco em metades simétricas pelo sulco mediano. O forame cego marca o fim dessa divisão (a cerca de 2,5 cm da raiz da língua) e o início do sulco terminal. O forame cego também é o ponto de fixação do ducto tireoglosso e é formado durante a descida do divertículo tireoidiano no desenvolvimento embrionário.
O sulco terminal é um sulco raso que corre para frente em forma de "V" a partir do forame cego, para frente e para fora até as margens (bordas) da língua. O sulco terminal divide a língua em uma parte posterior faríngea e uma parte anterior oral. A parte faríngea é suprida pelo nervo glossofaríngeo e a parte oral é suprida pelo nervo lingual (um ramo da divisão mandibular (V3) do nervo trigêmeo) para percepção somatossensorial e pela corda do tímpano (um ramo do nervo facial) para percepção do paladar.
Ambas as partes da língua se desenvolvem a partir de diferentes arcos faríngeos.

#### Superfície inferior
Na superfície inferior, ou ventral, da língua, há uma prega de membrana mucosa chamada frênulo que prende a língua no meio ao assoalho da boca. De cada lado do frênulo há pequenas saliências chamadas carúnculas sublinguais, onde as principais glândulas salivares submandibulares drenam.

#### Músculos
Os oito músculos da língua humana são classificados como intrínsecos ou extrínsecos. Os quatro músculos intrínsecos alteram a forma da língua e não estão ligados a ossos. Os quatro músculos extrínsecos pareados alteram a posição da língua e estão ancorados a ossos.

##### Extrínsecos

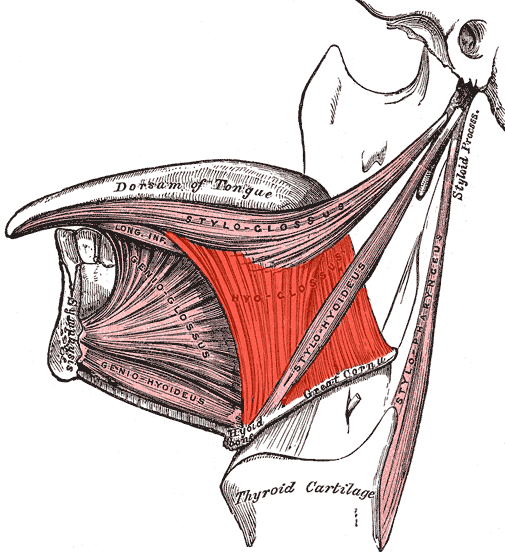
Vista lateral da língua, com músculos extrínsecos destacados

Os quatro músculos extrínsecos se originam de ossos e se estendem até a língua. Eles são o genioglosso, o hioglosso (muitas vezes incluindo o condroglosso), o estiloglosso e o palatoglosso. Suas principais funções são alterar a posição da língua, permitindo protrusão, retração e movimento lateral.
O genioglosso surge da mandíbula e protrai a língua. Ele também é conhecido como o "músculo de segurança" da língua, pois é o único músculo que projeta a língua para frente.
O hioglosso surge do osso hioide e retrai e abaixa a língua. O condroglosso é frequentemente incluído com este músculo.
O estiloglosso surge do processo estilóide do osso temporal e eleva os lados da língua para criar um sulco para a deglutição.
O palatoglosso surge da aponeurose palatina e abaixa o palato mole, move a prega palatoglossal em direção à linha média e eleva a parte posterior da língua durante a deglutição.

##### Intrínsecos

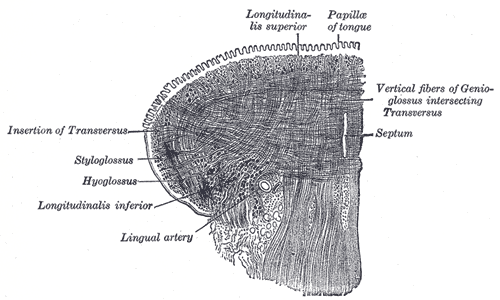
Corte coronal da língua, mostrando os músculos intrínsecos

Os quatro músculos intrínsecos pareados da língua se originam e inserem dentro da língua, correndo ao longo de seu comprimento. Eles são o músculo longitudinal superior, o músculo longitudinal inferior, o músculo vertical e o músculo transverso. Esses músculos alteram a forma da língua, alongando e encurtando-a, curvando e desenrolando seu ápice e bordas, como no rolamento da língua, e achatando e arredondando sua superfície. Isso fornece forma e ajuda na fala, deglutição e alimentação.
O músculo longitudinal superior corre ao longo da superfície superior da língua sob a membrana mucosa e funciona para encurtar e curvar a língua para cima. Ele se origina perto da epiglote, no osso hioide, a partir do septo fibroso mediano.
O músculo longitudinal inferior percorre os lados da língua e é unido ao músculo estiloglosso. Ele funciona para encurtar e curvar a língua para baixo.
O músculo vertical está localizado no meio da língua e une os músculos longitudinais superior e inferior. Ele funciona para achatar a língua.
O músculo transverso divide a língua no meio e está ligado às membranas mucosas que percorrem os lados. Ele funciona para alongar e estreitar a língua.

#### Suprimento sanguíneo

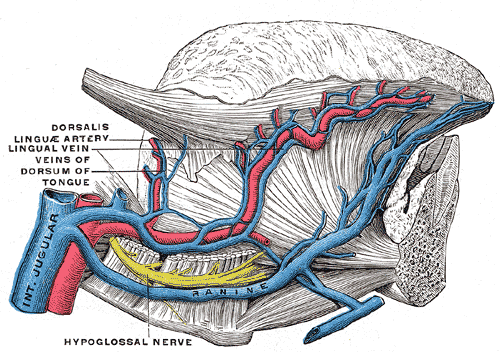
Suprimento sanguíneo da língua

A língua recebe seu suprimento sanguíneo principalmente da artéria lingual, um ramo da artéria carótida externa. As veias linguais drenam para a veia jugular interna. O assoalho da boca também recebe seu suprimento sanguíneo da artéria lingual. Há também um suprimento sanguíneo secundário para a raiz da língua a partir do ramo tonsilar da artéria facial e da artéria faríngea ascendente.
Uma área no pescoço, às vezes chamada de triângulo de Pirogov, é formada pelo tendão intermediário do músculo digástrico, a borda posterior do músculo milo-hioide e o nervo hipoglosso. A artéria lingual é um bom local para estancar hemorragia grave da língua.

#### Inervação
A inervação da língua consiste em fibras motoras, fibras sensoriais especiais para o paladar e fibras sensoriais gerais para a sensação.
- O suprimento motor para todos os músculos intrínsecos e extrínsecos da língua é fornecido por fibras nervosas motoras eferentes do nervo hipoglosso (XII), com exceção do palatoglosso, que é inervado pelo nervo vago (X).[5]

A inervação do paladar e da sensação é diferente para as partes anterior e posterior da língua porque são derivadas de diferentes estruturas embrionárias (arco faríngeo 1 e arcos faríngeos 3 e 4, respectivamente).
- Dois terços anteriores da língua (anterior às papilas valadas):
  - Paladar: corda do tímpano, um ramo do nervo facial (VII) via fibras aferente visceral especial
  - Sensação: ramo lingual da divisão mandibular (V3) do nervo trigêmeo (V) via fibras aferente visceral geral
- Um terço posterior da língua:
  - Paladar e sensação: nervo glossofaríngeo (IX) via uma mistura de fibras aferentes viscerais especiais e gerais
- Base da língua
  - Paladar e sensação: ramo interno do nervo laríngeo superior (ele próprio um ramo do nervo vago, X)

#### Drenagem linfática
A ponta da língua drena para os linfonodos submentais. As metades esquerda e direita dos dois terços anteriores da língua drenam para os linfonodos submandibulares, enquanto o terço posterior da língua drena para os linfonodos jugulo-omo-hioides.

#### Microanatomia

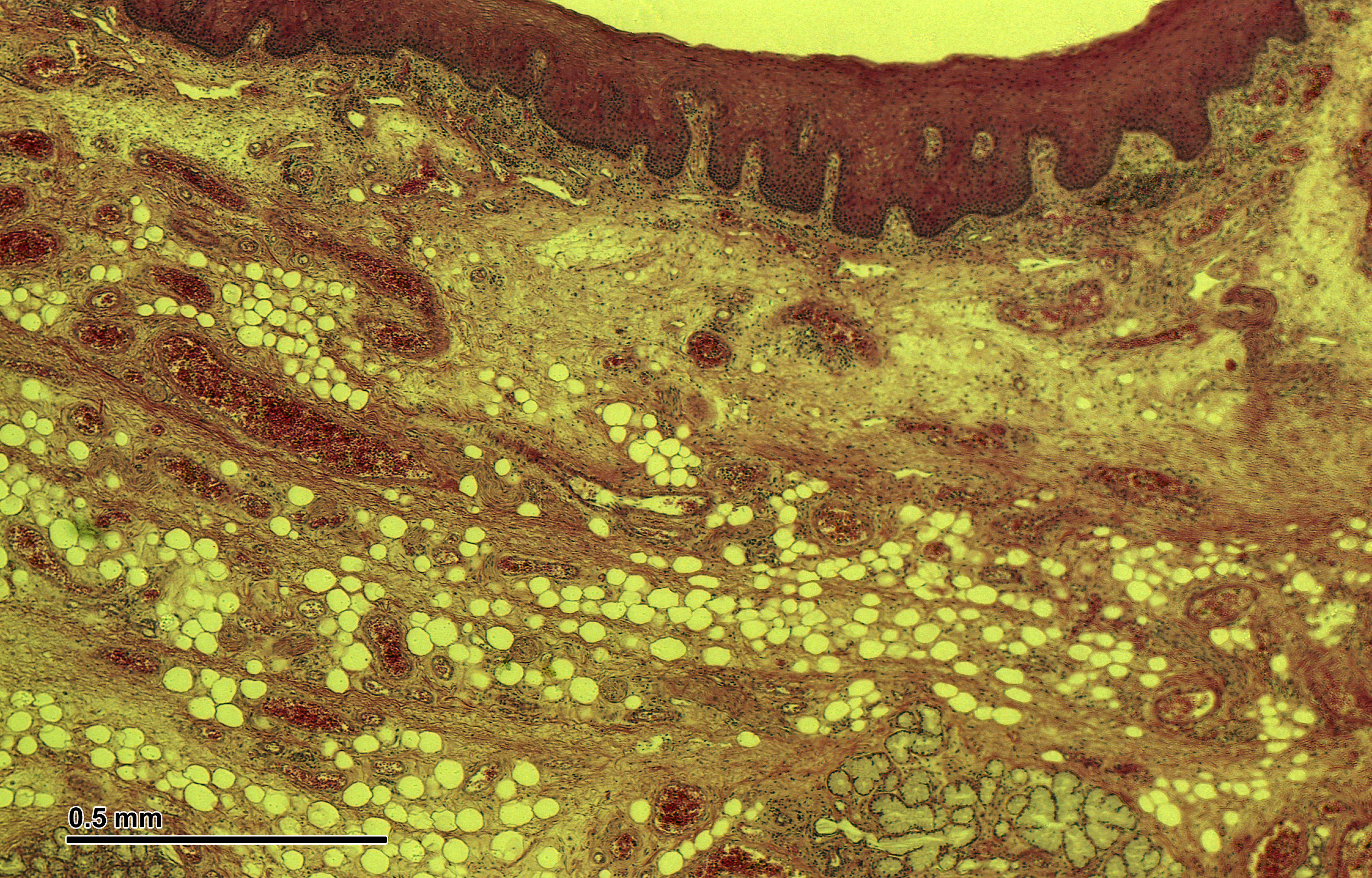
Seção através da língua humana; corado com H&E

A superfície superior da língua é coberta por mucosa mastigatória, um tipo de mucosa oral, que é um epitélio escamoso estratificado queratinizado. Nela estão embutidas numerosas papilas linguais, algumas das quais abrigam as papilas gustativas e seus receptores gustativos. As papilas linguais consistem em filiformes, fungiformes, valadas e papilas foliadas, e apenas as papilas filiformes não estão associadas a papilas gustativas.
A língua pode se dividir em superfície dorsal e ventral. A superfície dorsal é um epitélio escamoso estratificado queratinizado, caracterizado por numerosas projeções mucosas chamadas papilas. As papilas linguais cobrem o lado dorsal da língua em direção à frente do sulco terminal. A superfície ventral é um epitélio escamoso estratificado não queratinizado, que é liso.

### Desenvolvimento

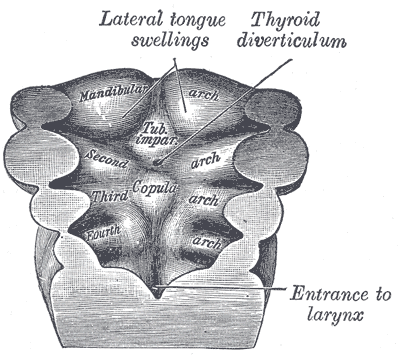
Assoalho da faringe por volta de 26 dias, mostrando inchaços laterais no primeiro arco faríngeo (arco mandibular).

A língua começa a se desenvolver na quarta semana de desenvolvimento embrionário a partir de um inchaço mediano – o botão lingual mediano (tuberculum impar) do primeiro arco faríngeo.
Na quinta semana, um par de inchaços linguais laterais, um no lado direito e outro no esquerdo, se forma no primeiro arco faríngeo. Esses inchaços linguais se expandem rapidamente e cobrem o botão lingual mediano. Eles formam a parte anterior da língua, que compõe dois terços do comprimento da língua, e continuam a se desenvolver durante o desenvolvimento pré-natal. A linha de sua fusão é marcada pelo sulco mediano.
Na quarta semana, um inchaço aparece no segundo arco faríngeo, na linha média, chamado de cópula. Durante a quinta e sexta semanas, a cópula é superada por um inchaço do terceiro e quarto arcos (principalmente do terceiro arco) chamado de eminência hipofaríngea, que se desenvolve na parte posterior da língua (o outro terço e a parte mais posterior da língua são desenvolvidos a partir do quarto arco faríngeo). A eminência hipofaríngea se desenvolve principalmente pelo crescimento do endoderma do terceiro arco faríngeo. A fronteira entre as duas partes da língua, a anterior do primeiro arco e a posterior do terceiro arco, é marcada pelo sulco terminal. O sulco terminal tem a forma de um "V" com a ponta do "V" situada posteriormente. Na ponta do sulco terminal está o forame cego, que é o ponto de fixação do ducto tireoglosso, onde a tireoide embrionária começa a descer.

### Função

#### Paladar
Substâncias químicas que estimulam receptores gustativos são conhecidas como gustantes. Uma vez que um gustante é dissolvido na saliva, ele pode entrar em contato com a membrana plasmática dos pelos gustativos, que são os locais de transdução gustativa.
A língua é equipada com muitas papilas gustativas em sua superfície dorsal, e cada papila gustativa é equipada com células receptoras gustativas que podem detectar classes específicas de sabores. Tipos distintos de células receptoras gustativas detectam respectivamente substâncias doces, amargas, salgadas, azedas, picantes ou com sabor de umami. As células receptoras de umami são as menos compreendidas e, portanto, são o tipo mais intensamente pesquisado. Há um equívoco comum de que diferentes seções da língua são exclusivamente responsáveis por diferentes sabores básicos. Embora amplamente ensinado nas escolas na forma do mapa da língua, isso está incorreto; todas as sensações gustativas vêm de todas as regiões da língua, embora certas partes sejam mais sensíveis a certos sabores.

#### Mastigação
A língua é um importante órgão acessório no sistema digestivo. A língua é usada para triturar alimentos contra o palato duro durante a mastigação e manipulação dos alimentos para amolecimento antes da deglutição. O epitélio na superfície superior, ou dorsal, da língua é queratinizado. Consequentemente, a língua pode moer contra o palato duro sem ser danificada ou irritada.

#### Fala
A língua é um dos principais articuladores na produção da fala, e isso é facilitado tanto pelos músculos extrínsecos que movem a língua quanto pelos músculos intrínsecos que alteram sua forma. Especificamente, diferentes vogais são articuladas alterando a altura e retração da língua para modificar as propriedades ressonantes do trato vocal. Essas propriedades ressonantes amplificam frequências harmônicas específicas (formantes) que são diferentes para cada vogal, enquanto atenuam outras harmônicas. Por exemplo, [a] é produzido com a língua abaixada e centralizada e [i] é produzido com a língua elevada e frontalizada. Consoantes são articuladas por constrição do fluxo de ar através do trato vocal, e muitas consoantes apresentam uma constrição entre a língua e alguma outra parte do trato vocal. Por exemplo, consoantes alveolares como [s] e [n] são articuladas com a língua contra a crista alveolar, enquanto consoantes velares como [k] e [g] são articuladas com o dorso da língua contra o palato mole (véu). A forma da língua também é relevante para a articulação da fala, por exemplo, em consoantes retroflexas, onde a ponta da língua é curvada para trás.

#### Intimidade
A língua desempenha um papel na intimidade física e na sexualidade. A língua faz parte da zona erógena da boca e pode ser usada em contato íntimo, como no beijo de língua e no sexo oral.

### Significado clínico

#### Doenças
Um distúrbio congênito da língua é a anquiloglossia, também conhecida como "língua presa". Nessa condição, a língua fica "presa" ao assoalho da boca por um frênulo muito curto e espessado, o que afeta a fala, a alimentação e a deglutição.
A língua está sujeita a várias patologias, incluindo glossite e outras inflamações, como língua geográfica e glossite rômbica mediana; síndrome da boca ardente, leucoplasia pilosa oral, candidíase oral (sapinho), língua pilosa negra, língua bífida (devido à falha na fusão dos dois brotos linguais do primeiro arco faríngeo) e língua fissurada.
Existem vários tipos de câncer bucal que afetam principalmente a língua. A maioria deles são carcinoma de células escamosas.
Restos de alimentos, células epiteliais descamadas e bactérias frequentemente formam uma camada visível na língua. Essa camada foi identificada como um dos principais fatores que contribuem para o mau hálito (halitose), que pode ser controlado com o uso de um limpador de língua.

#### Administração de medicamentos
A região sublingual abaixo da frente da língua é um local ideal para a administração de certos medicamentos no corpo. A mucosa oral é muito fina sob a língua e é sustentada por um plexo de veias. A via sublingual aproveita a alta vascularização da cavidade oral e permite a rápida absorção do medicamento no sistema cardiovascular, evitando o trato gastrointestinal. Essa é a única via de administração conveniente e eficaz (além da terapia intravenosa) de nitroglicerina para um paciente com dor no peito causada por angina pectoris.

## Outros animais

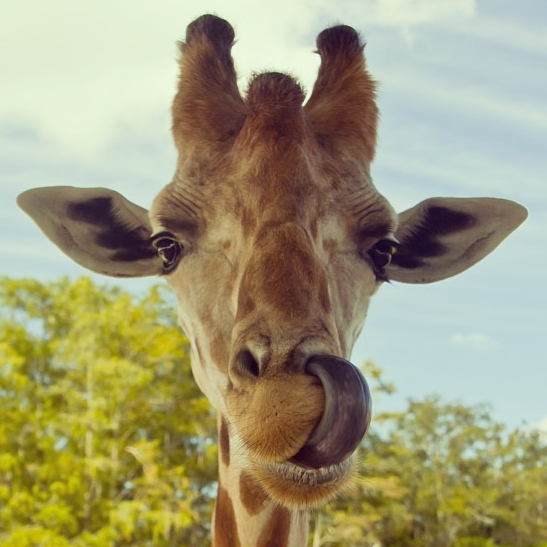
Língua de uma girafa

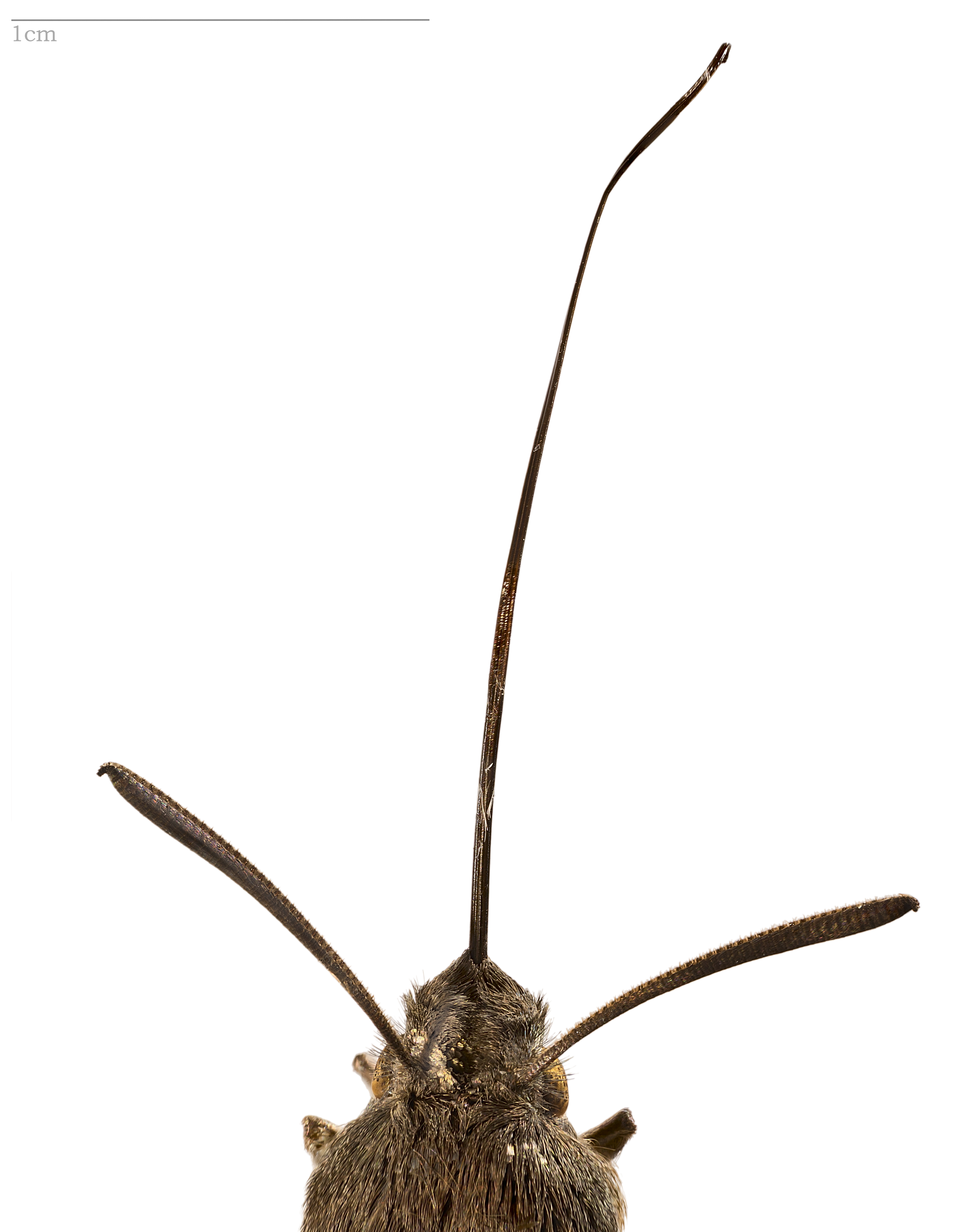
Probóscide estendida de uma mariposa Macroglossum

Os músculos da língua evoluíram em anfíbios a partir de somitos occipitais. A maioria dos anfíbios apresenta uma língua adequada após sua metamorfose. Como consequência, a maioria dos animais tetrápodes — anfíbios, répteis, aves e mamíferos — têm línguas (a família de pipídeos dos sapos não possui língua). Em mamíferos como cães e gatos, a língua é frequentemente usada para limpar a pelagem e o corpo por meio de lambeção. As línguas dessas espécies têm uma textura muito áspera, o que permite a remoção de óleos e parasitas. Alguns cães têm o hábito de lamber constantemente uma parte da pata dianteira, o que pode resultar em uma condição cutânea conhecida como granuloma de lambedura. A língua de um cão também atua como regulador de calor. Conforme o cão aumenta sua atividade física, a língua aumenta de tamanho devido ao maior fluxo sanguíneo. A língua fica para fora da boca do cão, e a umidade nela ajuda a resfriar o sangue.
Alguns animais têm línguas especialmente adaptadas para capturar presas. Por exemplo, camaleões, sapos, pangolins e tamanduás têm línguas pré-nseis.
Outros animais podem ter órgãos análogos às línguas, como a probóscide de uma borboleta ou a rádula de um molusco, mas esses não são homólogos às línguas encontradas em vertebrados e muitas vezes têm pouca semelhança em função. Por exemplo, as borboletas não lambem com suas probóscides; elas sugam por meio delas, e a probóscide não é um único órgão, mas duas mandíbulas unidas para formar um tubo. Muitas espécies de peixes têm pequenas dobras na base da boca que podem ser informalmente chamadas de línguas, mas elas não possuem uma estrutura muscular como as verdadeiras línguas encontradas na maioria dos tetrápodes.

## Sociedade e cultura

### Figuras de linguagem
A língua pode servir como uma metonímia para linguagem. Por exemplo, no Novo Testamento da Bíblia, no Livro de Atos dos Apóstolos, os discípulos de Jesus no dia de Pentecostes receberam um tipo de dom espiritual: "apareceram-lhes línguas repartidas, como que de fogo, e pousou sobre cada um deles. E todos foram cheios do Espírito Santo e começaram a falar em outras línguas...", o que surpreendeu a multidão de judeus em Jerusalém, que eram de várias partes do Império Romano, mas agora podiam entender o que estava sendo pregado. A expressão língua materna é usada para se referir ao primeiro idioma de uma criança. Muitos idiomas têm a mesma palavra para "língua" e "idioma", assim como o inglês antes da Idade Média.
Uma falha temporária comum na recuperação de palavras da memória é chamada de fenômeno da ponta da língua. A expressão língua-de-pau refere-se a uma declaração que não deve ser levada totalmente a sério — algo dito ou feito com humor irônico ou sarcástico sutil. Um trava-língua é uma frase muito difícil de pronunciar. Além de ser uma condição médica, "língua presa" significa não conseguir dizer o que se deseja devido a confusão ou restrição. A frase "o gato comeu sua língua?" refere-se a quando uma pessoa fica sem palavras. "Morder a língua" é uma expressão que descreve segurar uma opinião para evitar ofender. Um "lapso de língua" refere-se a uma expressão não intencional, como um ato falho. O "dom de línguas" refere-se a quando alguém é incomumente talentoso em falar um idioma estrangeiro, muitas vezes como um tipo de dom espiritual. Falar em línguas é uma frase comum usada para descrever glossolalia, que é produzir sons suaves que lembram uma língua, mas não são um idioma verdadeiro. Uma pessoa enganosa é dita ter uma língua bifurcada, e uma pessoa persuasiva é dita ter uma língua de prata.

### Gestos
Mostrar a língua para alguém é considerado um gesto infantil de rudeza ou desafio em muitos países; o ato também pode ter conotações sexuais, dependendo de como é feito. No entanto, no Tibete, é considerado uma saudação. Em 2009, um fazendeiro de Fabriano, Itália, foi condenado e multado pela Corte Suprema da Itália por mostrar a língua para um vizinho com quem estava discutindo — a prova da ofensa foi capturada com uma câmera de celular.

### Body art
Piercing na língua e bifurcação da língua tornaram-se mais comuns em países ocidentais nas últimas décadas do Sec. XXI. Um estudo descobriu que um quinto dos jovens adultos em Israel tinha pelo menos um tipo de piercing oral, mais comumente na língua.

### Arte representacional
Línguas protuberantes aparecem na arte de várias culturas polinésias.

### Como alimento
As línguas de alguns animais são consumidas e, às vezes, consideradas iguarias. Sanduíches de língua quente frequentemente aparecem em cardápios de delicatessens kosher nos Estados Unidos. Taco de lengua (lengua sendo espanhol para língua) é um taco recheado com língua bovina, e é especialmente popular na culinária mexicana. Como parte da gastronomia colombiana, a Língua em Molho (Lengua en Salsa) é um prato preparado fritando a língua e adicionando molho de tomate, cebolas e sal. A língua também pode ser preparada como birria. Línguas de porco e boi são consumidas na culinária chinesa. Línguas de pato são às vezes usadas em pratos sichuaneses, enquanto língua de cordeiro é ocasionalmente usada na culinária continental e contemporânea americana. "Língua" de bacalhau frita é uma parte relativamente comum das refeições de peixe na Noruega e em Terranova. Na Argentina e no Uruguai, a língua de vaca é cozida e servida em vinagre (lengua a la vinagreta). Na República Checa e na Polônia, a língua de porco é considerada uma iguaria, e há muitas maneiras de prepará-la. Nos países eslavos orientais, línguas de porco e boi são comumente consumidas, cozidas e acompanhadas de raiz-forte ou gelificadas; línguas de boi têm um preço significativamente mais alto e são consideradas mais uma iguaria. No Alasca, línguas de vaca estão entre as mais comuns. Tanto línguas de vaca quanto de alce são coberturas populares em sanduíches abertos na Noruega, as últimas geralmente entre caçadores.
Línguas de focas e baleias foram consumidas, às vezes em grandes quantidades, por caçadores de focas e baleias, e em vários momentos e lugares foram vendidas como alimento em terra.

## Galeria

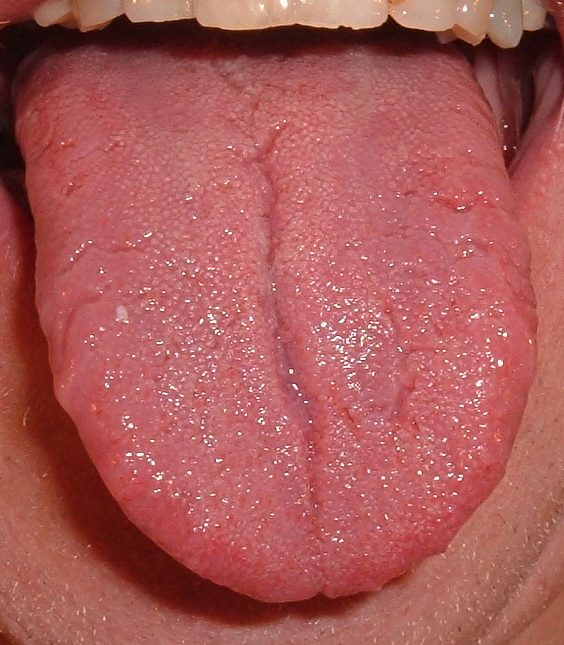
Língua humana
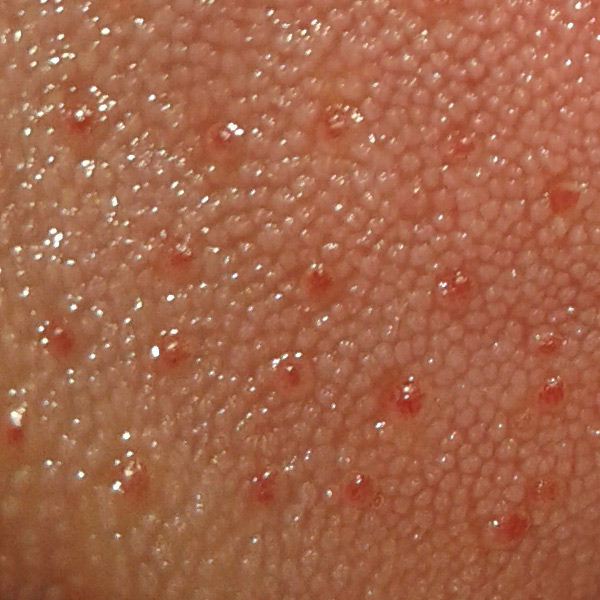
Manchas na língua
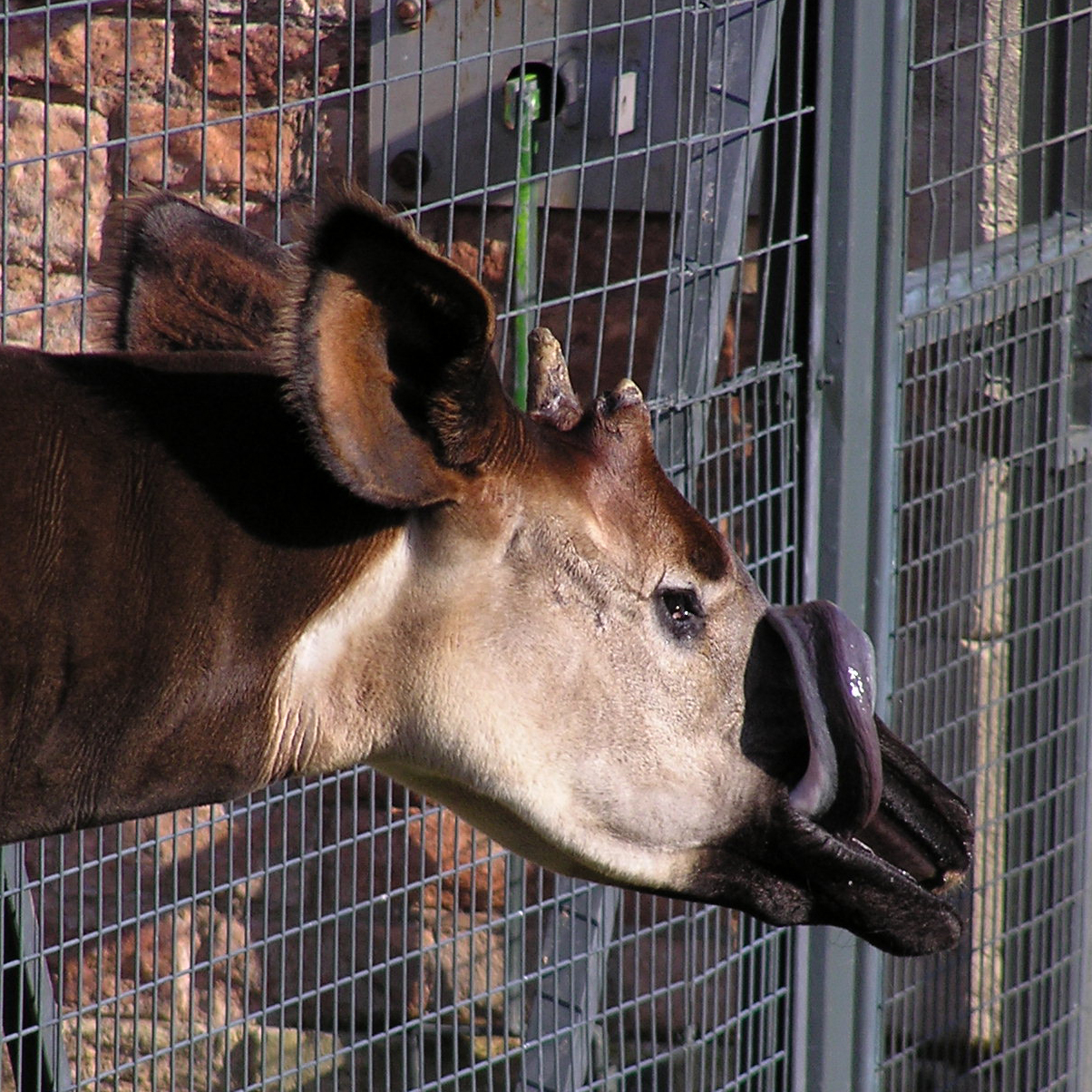
Um ocapi limpando seu focinho com a língua
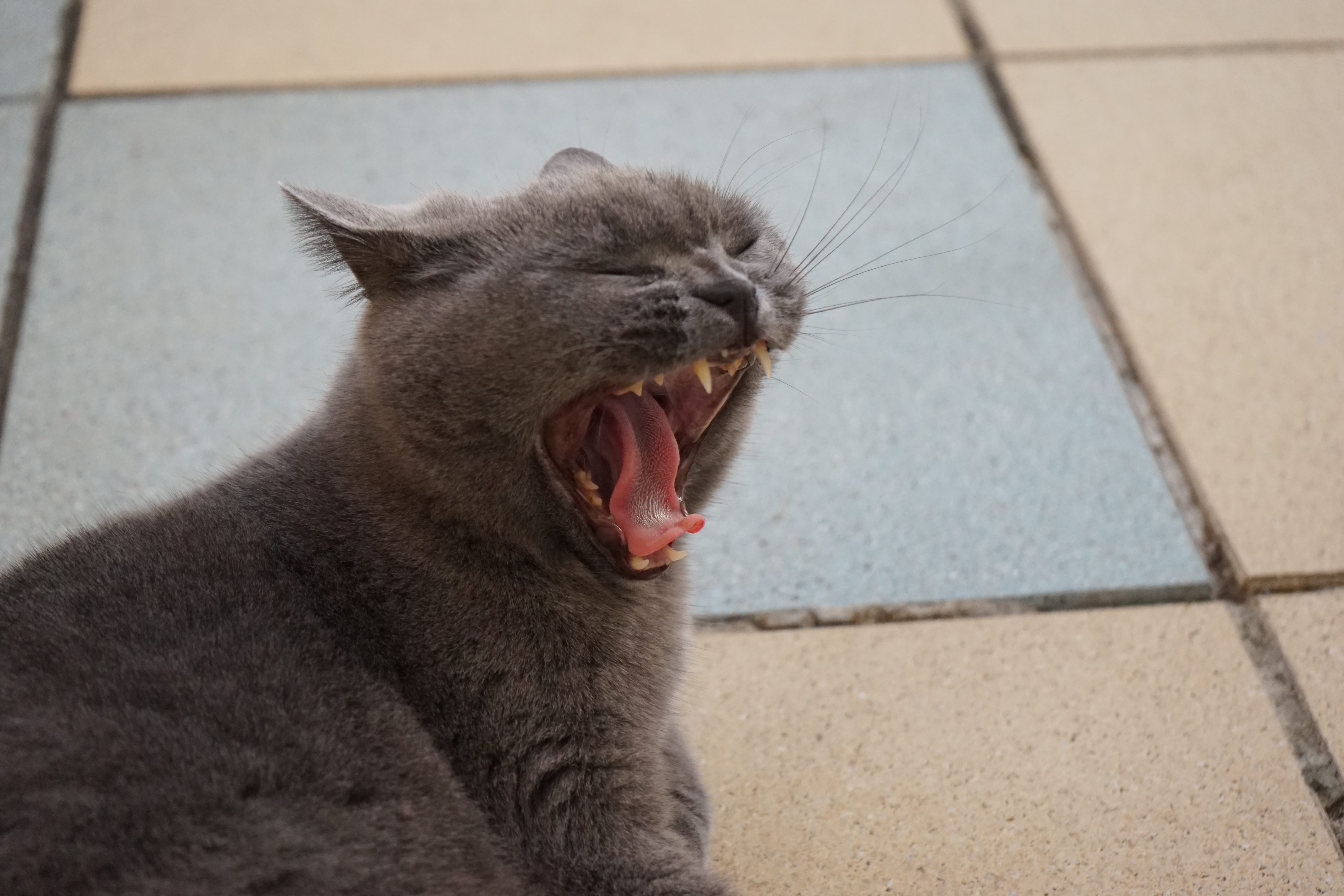
A língua de um gato bocejando tem formato de pente